# پترواکوادور
پترواکوادور (انگلیسی: Petroecuador) شرکت دولتی نفت اکوادور است، که در سال ۱۹۸۹ توسط دولت اکوادور تأسیس شد.